# واونپییت
واونپییت (به لاتین: Vawnpayit) یک منطقهٔ مسکونی در میانمار است که در Myitkyina District واقع شده‌است.